# グレン・マレー
グレン・マレー（Glenn Murray、1983年9月25日 - ）は、イングランド・カンブリア州アラーデール出身の元プロサッカー選手。現役時代のポジションは、フォワード。

## クラブ経歴
初期にはアメリカ合衆国のクラブやイングランド国内の下位リーグのクラブでプレー。2008年1月に加入したブライトン・アンド・ホーヴ・アルビオンFCでは2010-11シーズンのリーグ1で22ゴールを決め、リーグ優勝とチャンピオンシップ昇格に大きく貢献した。
2011年5月、クリスタル・パレスFCに移籍。2012-13シーズンは30得点を挙げ、リーグ得点王のタイトルを獲得した。シーズンを5位で終えたチームは昇格プレーオフを勝ち上がり、プレミアリーグ昇格を達成した。
2015年9月1日、移籍金400万ポンドでAFCボーンマスに移籍。2017年1月31日、2016年7月から期限付き移籍で再加入していたブライトンに完全移籍。

## タイトル

### 個人
- フットボールリーグ・チャンピオンシップ得点王: 2012-13[4]
- フットボールリーグ・チャンピオンシップ年間ベストイレブン: 2012-13